# Recension
En recension är en redogörelse för till exempel intrycken från en kulturprodukt, en vara eller en tjänst, och dess kvalitet i jämförelse med andra produkter i samma klass.
Recensioner kallas också kritik. En kortare form av recension kallas anmälan. Den som skriver recensioner kallas recensent, kritiker eller anmälare. Ett motinlägg som svar på (försvar emot) en recension kallas antikritik.
Recensioner kan skrivas till bland annat böcker (litteraturkritik), konst (konstkritik), musik (musikkritik), teaterpjäser, filmer, datorspel och restauranger. 
Recensionsexemplar – ibland kallade läsexemplar – är provexemplar av nyutgivna böcker (eller andra kulturprodukter) som bokförlag delar ut gratis till litteraturkritiker, tidningar, bokhandlare och bibliotekarier för att få recensioner, omdömen och inköpsrekommendationer. De brukar vara märkta så att de inte ska hamna i försäljningsledet och ersätta inköpta exemplar, men det är inte ovanligt att de förekommer i antikvariat.
Ibland sammanställs flera recensioner av en produkt till en sammanställning. En sådan sammanställning som fokuserar på de nackdelar som recensenterna har hittat kallas ibland för nega-review. Syftet med en nega-review är inte att få tjänsten eller produkten att framstå som dålig utan att göra det lättare för intresserade att hitta eventuella svagheter utan att behöva läsa mängder av fristående recensioner.
Mikrorecensioner – förekommer på mikrobloggar. De består av tre meningar: en mening som beskriver vad boken handlar om, ett citat och till sist ett omdöme.

Exempel på (slutklämmen) en recension av filmkritikern Jan Aghed, som inte uppskattade filmen Staying Alive (1983):
| ”                 | Skrivet, regisserat och producerat av Sylvester Stallone, förefaller det hela som spökskrivet av dennes alter ego Rocky efter vid pass åtta nedslagningar | „ |
| – Jan Aghed 1983. | |   |